# Franz Bredendick

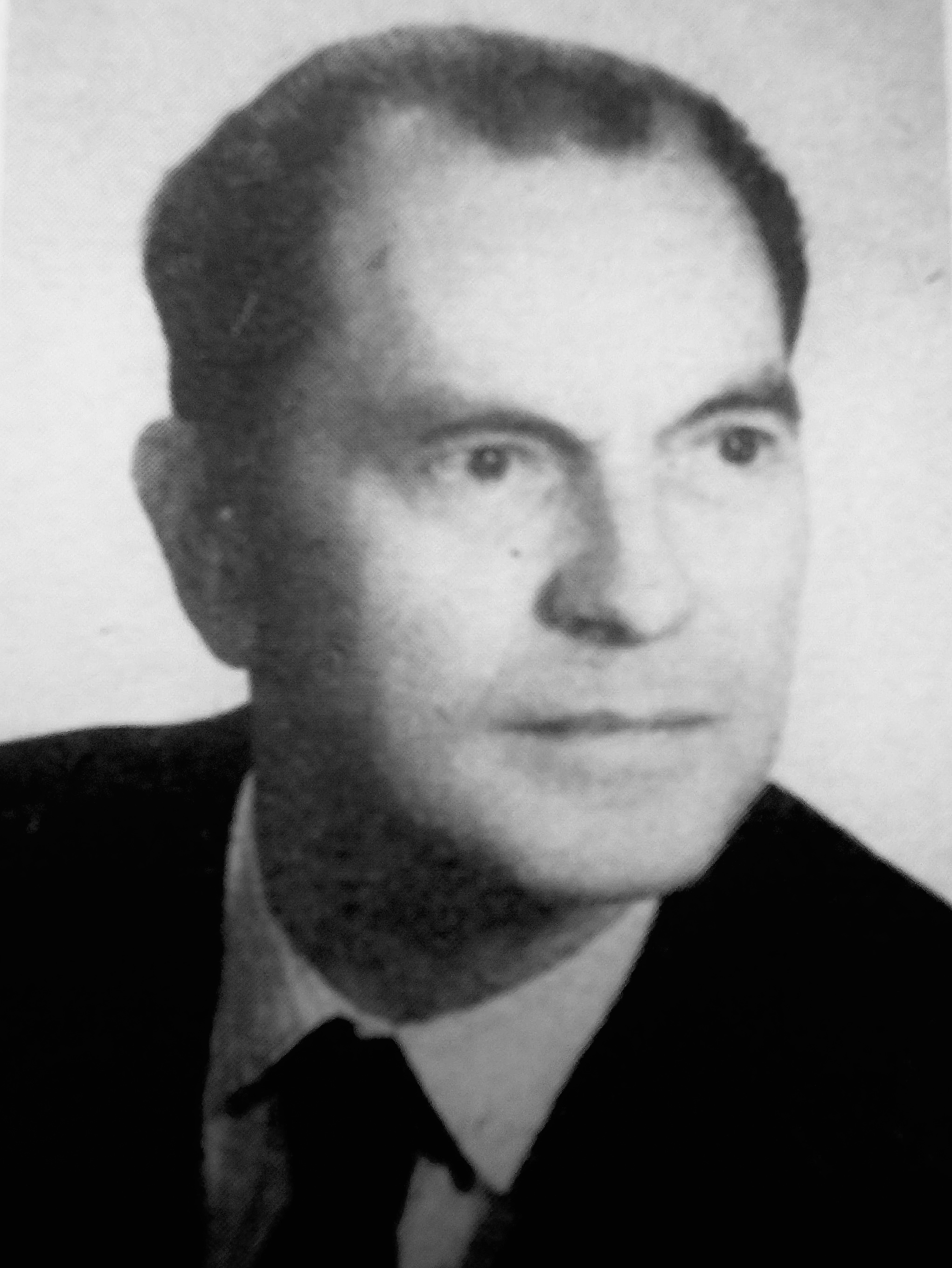
Franz Bredendick

Franz Adolf Bredendick (* 3. Oktober 1904 in Wien; † 12. März 1981 in Dresden) war ein deutscher Ingenieur und Hochschullehrer.

## Leben und Wirken
Nach dem Abitur an der Oberrealschule in Wien nahm Franz Bredendick 1922 sein Studium an der Technischen Hochschule Wien auf. Mit der Diplom-Prüfung an der Fakultät Maschinenbau im Jahr 1927 schloss er seine Ausbildung erfolgreich ab. Er promovierte dort 1928 zum Dr.-Ing. mit dem Dissertationsthema „Die Lastbewegungen an Wippkranen“.
Ab 1929 wirkte er als Fabrikationsingenieur, später als Abteilungsleiter in Produktionsbetrieben der Elektrotechnik und des Motorenbaus Berlins.
Im Jahr 1939 schloss sich eine Tätigkeit als Leiter Arbeitsvorbereitung, später auch Prokurist im Flugzeugmotoren- bzw. Strahltriebwerksbau bei BMW Berlin an (Triebwerk BMW 003). Er wurde Spezialist für die Zerspanung fertigungsgeometrisch komplizierter Strömungsprofile der Schaufeln – auch in Verbindung mit hitzebeständigen Superlegierungen. Franz Bredendick hat mehrere neue nachformtechnische Fertigungsverfahren entwickelt. Dazu gehörte das international genutzte Taumelfräsen. Er war im Strahltriebwerksbau bis zum Ende des Zweiten Weltkriegs tätig.
Die Siegermächte stimmten sich zur Erbringung von Reparationsleistungen auch über die Abschöpfung von Know-how durch Übernahme von Spezialisten und Fachkräften aus ihren Besatzungszonen in die jeweiligen Länder ab (siehe auch Aktion Ossawakim). Franz Bredendick wurde 1946 mit seiner Frau, wie weitere Experten aus dem Flugzeugbau, aus der Sowjetischen Besatzungszone nach Kuibyschew, dem heutigen Samara, verbracht. Dort arbeitete er als Haupttechnologe im Strahltriebwerksbau.
Er kehrte im Jahre 1954 in die inzwischen gegründete DDR zurück und wurde an die damalige Technische Hochschule Dresden, Fakultät Luftfahrtwesen, Sitz Dürerstraße, berufen. Er hatte den Lehrstuhl Triebwerksfertigung inne. Mit Auflösung der Fakultät im Jahr 1960 verblieb der Lehrstuhl mit den Lehr- und Versuchseinrichtungen am Standort, wurde aber der Fakultät Technologie zugeordnet.
Bredendick stellte sein umfangreiches theoretisches Wissen und seine langjährigen praktischen Erfahrungen in den Dienst der Lehre und Hochschulforschung auf dem Gebiet Fertigungstechnik, besonders der Triebwerksfertigung und der Umformtechnik. Er entwickelte Methoden der theoretischen Spannungs- und Deformationsermittlung, wie die Tangentenmethode. Sie behebt Mängel der Methode der Visioplastizität, die in den USA und in der damaligen Sowjetunion zum Einsatz kam. Neben diesen theoretischen Neigungen hatte Bredendick aber auch große praktische Erfahrungen und entwickelte neue Verfahren wie das Hülsenfließpressen.
Als Hochschullehrer zeichnete sich Franz Bredendick durch methodisch und pädagogisch gut aufbereitete Lehrveranstaltungen aus und war bei seinen Studenten beliebt. „Er brachte uns in einer methodisch exzellenten Weise die neuesten Technologien auf dem Gebiet des Triebwerkbaus bei.“
Bredendick arbeitete in zahlreichen Fachgremien. So war er auch Mitglied des damals noch vereinten Deutschen Normenausschusses (DNA) auf dem Gebiet „Gesamteinteilung der Fertigungsverfahren“. Die letzte Sitzung fand für ihn am 5. Juli 1961 vor dem Bau der Berliner Mauer in Berlin W 15 statt. Aber die Norm DIN 8580 wurde noch vollendet.
Von 1962 bis 1964 war Franz Bredendick Dekan der Fakultät für Technologie. Nach seiner Emeritierung 1969 betreute er noch weitere Doktoranden und arbeitete in der Forschung.
Seinen Lehrstuhl übernahm zunächst Ludwig Eberlein, später Wolfgang Voelkner. Franz Bredendick starb 1981 im Dresdner Stadtteil Weißer Hirsch.

## Schriften
- Franz Bredendick, J. Mewes: Fertigungstechnik II (Umformtechnik). Lehrbriefe für das Fernstudium. Dresden: TH 1958
- Franz Bredendick: Zur Gesamteinteilung der Fertigungsverfahren. Wissenschaftliche Zeitschrift der Technischen Hochschule Dresden 9 (1959/60) Heft 4, Herausgeber: Der Rektor
- Franz Bredendick, Wolfgang Voelkner: Grundbegriffe der Umformtechnik – ein Vorschlag zur Standardisierung. Fertigungstechnik und Betrieb 26 (1976) 4, S. 213–217

## Auszeichnungen
- Verdienstmedaille der DDR
- Verdienter Techniker des Volkes